# Khorazm pahlamasi
Khorazm pahlamasi (baclava da província de Khorazm) é um doce típico do Uzbequistão que, diferentemente da preparação grega, não é feito com massa folhada. 
Prepara-se o recheio com nozes ou amêndoas torradas com açúcar. Faz-se a massa com farinha e água morna com sal, amassa-se bem e deixa-se descansar 30-40 minutos; depois, transforma-se num “chouriço” fino, divide-se em pedaços do tamanho de nozes, que se deixm descansar mais uns minutos. Estendem-se as “nozes” de massa até fazer rodelas bastante finas, coloca-se recheio e cobre-se com outra rodela; repete-se o processo até ter 8-10 camadas, a última deve ser de massa. As pahlamasi são pinceladas com ovos batidos e colocadas no forno durante 15-20 minutos; cobrem-se de xarope feito com mel, manteiga e água e voltam ao forno mais 10-15 minutos. Servem-se cobertos de mel.